# Organ Mug
Organ Mug, de son vrai nom Morgan Hug, est un musicien suisse du canton de Vaud, compositeur, producteur et multi-instrumentiste.

## Biographie
Après des études de Lettres, il obtient un diplôme d'ingénieur du son.
Il vit à Eysins, au-dessus de Nyon, depuis 2022, après avoir vécu quelques années à Apples et auparavant à Lausanne,,.
Son père est photographe.

### Parcours artistique
C'est pendant un voyage de neuf mois entre l’Inde et le Japon qu'il réalise son premier EP, autoproduit et intitulé Is This Real Life?, qu’il publie à Kyoto en 2015. La même année, il compose la musique d'un court métrage, AXN de Jean-Marie Villeneuve.
Il masterise les albums d'Émilie Zoé Dead End Tape (2016) et The Very Start (2018), ainsi que les albums de Louis Jucker Some Of The Missing Ones (2015), L'Altro Mondo: Music with Lovers & Friends (2017), Sotmo / The Hollow Fourth (2020) et Something Went Wrong (2020),,,,,.
En 2017, il sort son premier album, Spinneret (DKLK Records), conçu lors d’une résidence au pied du volcan El Teide sur l'île de Tenerife. L’album le révèle à la scène électronique suisse,.
En 2019 sort son deuxième EP Here & There (Irascible Records), conçu dans son home studio à Eysins. Here & There est salué par la critique et lui permet notamment d’ouvrir pour des groupes tels que The Cinematic Orchestra, Low ou encore Anna Calvi,,,,,,,.
En 2020, il remixe le morceau Busy Being Broken de l’artiste électro Pavel, dont sa version paraît sur l’album de remixes Busy Being Broken (The Remixes) (Blizzard Audio Club).
En automne 2021 paraît son deuxième album Solastalgia (Irascible Records) conçu dans son grenier à Eysins. Les retours médias nationaux et internationaux sont élogieux. Dans ce dernier opus, les sonorités acoustiques ont pris le pas sur le caractère synthétique des débuts de l’artiste, avec une face résolument plus organique et folk,,,,.
En 2022, le clip vidéo de son single Intoned in The Distance par la vidéaste Camille Bovey est sélectionné pour le prix d'encouragement du meilleur clip vidéo aux Journées de Soleure,.

## Distinctions
- 2022 : Prix artistique de la Région de Nyon[27],[28]

## Discographie

### Albums Studio
- 2017 : Spinneret, DKLK Records[29]
- 2021 : Solastalgia, Irascible Records[30],[31],[3],[32]

### Singles et EP
- 2015 : Is This Real Life?[33]
- 2019 : Here & There, Irascible Records[34]
- 2020 : Busy Being Broken (Original Track by Pavel), Blizzard Audio Club
- 2021 : Intoned in the Distance, Irascible Records[35]